# تشخیص و درمان طبی بیماری‌ها
تشخیص و درمان طبی بیماری‌ها (به انگلیسی: Current Medical Diagnosis and Treatment) از کتاب‌های مهم در حوزه تشخیص پزشکی است.

## ترجمهٔ فارسی
یکی از ویراست‌های این کتاب با ترجمهٔ عباس ادیب در سال ۱۳۶۲ منتشر و در مراسم کتاب سال جمهوری اسلامی ایران به‌عنوان کتاب برگزیده معرفی شد.